# شهرستان شاوانو (ویسکانسین)
شهرستان شاوانو، ویسکانسین (به انگلیسی: Shawano County, Wisconsin) یک سکونتگاه مسکونی در ایالات متحده آمریکا است که در ویسکانسین واقع شده‌است.

## خصوصیات
شهرستان شاوانو ۲٬۳۵۴٫۳۱ کیلومترمربع مساحت دارد.